# Купрієнко Олег Васильович
Олег Васильович Купрієнко (нар. 18 серпня 1964, Смяч, Щорського району) — Народний депутат України.

## Біографія
Народився в селі Смяч, Щорського району.
Закінчив середню школу із золотою медаллю, вступив до Чернігівського педагогічного інституту на фізико-математичний факультет, який теж закінчив з відзнакою. Закінчив юридичний факультет Київського міжнародного університету.
8 років працював вчителем, 8 років працював у бізнесі. Голова Ради адвокатів Чернігівської області.
Заступник голови Комітету з питань Регламенту та організації роботи Верховної Ради України.